# カンジャン

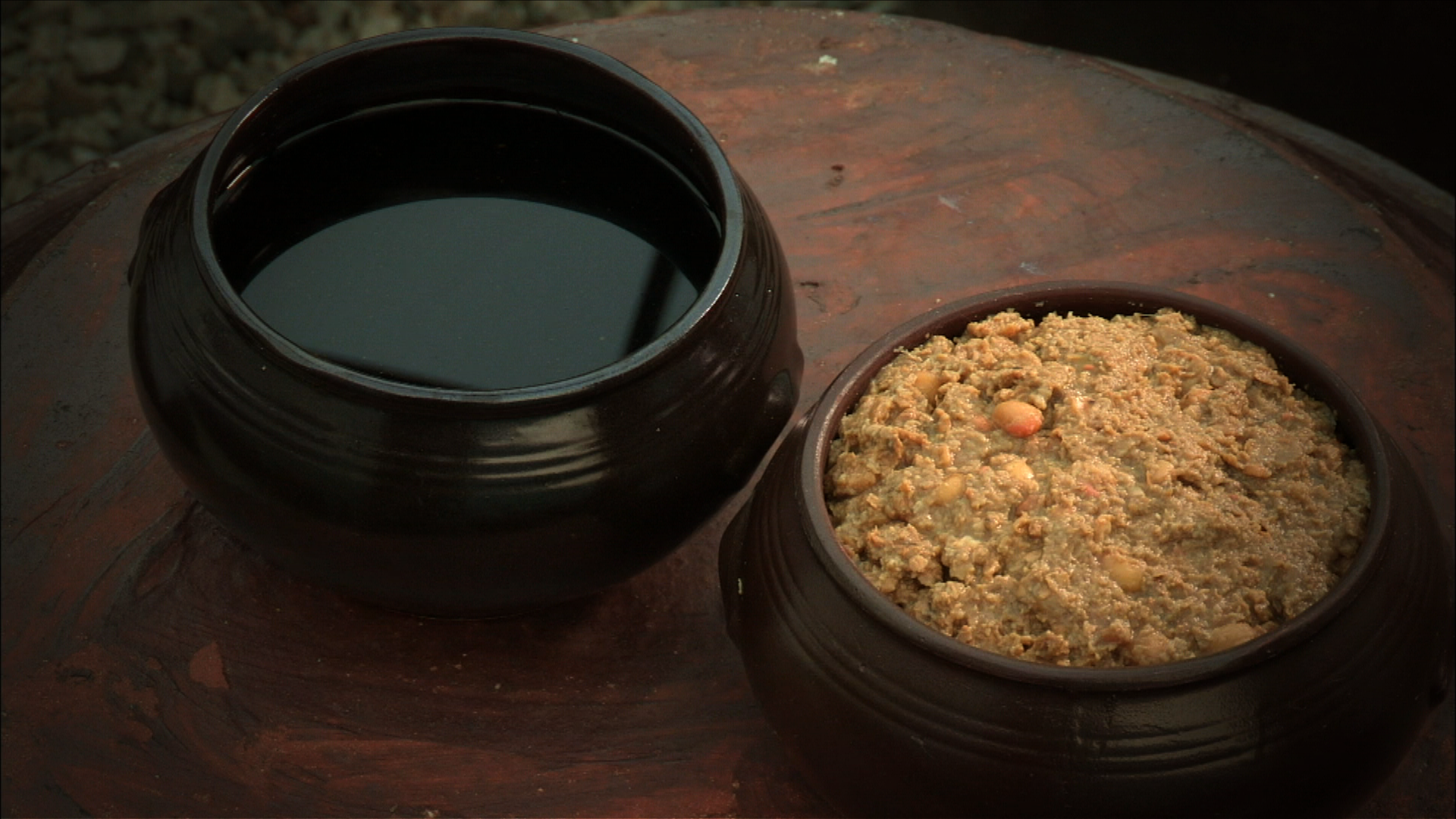
伝統的な製法のカンジャン（甕入り、左）とテンジャン（右）

カンジャン（朝鮮語: 간장、ganjang）は、朝鮮半島の液体調味料。日本では「韓国醤油」と紹介されることもある。
注意：ハングル語の発音にもとづくカタカナ表記、アルファベット表記については、本記事に記載した以外の表記揺れが存在する。

## 概要
大豆や小麦などを原料として作られる調味料であり、韓国料理には欠かせない調味料である。
大韓民国の家庭でよく使われるカンジャンには汁醤油（）、陳醤油（）、醸造醤油（）の3種類があり、料理によって使い分けがされている。汁醤油と陳醤油とを混ぜて使うこともある。
『韓国料理用語辞典』（鄭銀淑（著）、日本経済新聞社）に依れば、「ジャン（醤）」とは「大豆を発酵させて作った調味料」の総称である。英語では日本の醤油と同様に「英語: soy souce」の語が用いられているが、正確には日本の「醤油」と朝鮮半島の「カンジャン」とでは製法に違いがある。

## 分類
カンジャンは、用途別には濃口タイプとスープ用のうす口タイプに分かれ、製造法別には伝統的な自家製のカンジャンか工業的に大量生産された市販製品かに分類される。それぞれの分類の中に複数のカンジャンが存在しており、同義でありながら人によって呼び名が変わることもある。同じ呼び名であっても自家製と工業製品とでは全く味わいが異なることもある。
なお、韓国食品規格（KFSC）、韓国産業規格（KIS）では、カンジャンは原料や加工方法によって醸造醤油、酸分解醤油、混合醤油、酵素分解醤油、韓式醤油の5種類に分類される（#製法による分類参照）。

### 在来式醤油
チェレシッカンジャン（在来式醤油）は、伝統的な製法で作られるカンジャン。自家製のものはチプカンジャン（家醤油）とも呼ばれる。
メジュを素に発酵させて作るチョソンカンジャン（朝鮮醤油）があり、韓国では「カンジャン」と言えば、メジュを塩水に浸す甕仕込みという伝統的な製法のカンジャンを連想する。
- チプカンジャン（家醤油、jib ganjang） - 自家製の手作りカンジャンの意[2]。
- チョソンカンジャン（朝鮮醤油、chosun ganjang） - メジュと塩水を甕に仕込んで発酵させる伝統的な在来式の作り方をしたカンジャンの意[2]。
- チェレシッカンジャン（在来式醤油、jaelaesig ganjang) - 家醤油、朝鮮醤油に同意[2]。

#### 熟成期間による分類
在来式醤油、家醤油は熟成期間の長さによって、以下のように区別される。
- チョンジャン（清醤、chung-jang） - 短期熟成。一般的には1年から2年くらいの熟成期間であり、色が薄い[2]。
- チュンカンジャン（中醤油、joong ganjang） - 中期熟成。3年から4年くらいの熟成期間[2]。
- ジンカンジャン（陣醤油、jin ganjang） - 5年以上の長期熟成[2]。

陣醤油には10年、20年とより長い熟成期間をかけ、希少品として特別価値を持たせたものもある。甕で30年以上寝かした陣醤油もある。

### 改良醤油
ケリャンカンジャン（改良醤油）は、1950年代以降に大量生産されるようになったカンジャン。
在来式醤油が朝鮮半島伝統的な製法で作られるカンジャンなのに対し、改良醤油は日本から伝わった醤油の製法によって作られる。倭醤油（ウェカンジャン、wae ganjang）、日本醤油（イルボンカンジャン、ilbon ganjang）とも呼ばれる。

### 製法による分類
- ヤンジョカンジャン（醸造醤油、yangjo ganjang） - 大豆、脱脂大豆、小麦などを原料にし、麹を用いて醸造したカンジャン[2]。
- サンブネカンジャン （酸分解醤油、sanbunhae ganjang） - タンパク質や炭水化物を含有した原料を酸で加水分解して加工したカンジャン[2]。
- ホナプカンジャン （混合醤油、honhab ganjang） - 醸造醤油と酸分解醤油とを適正な比率で混合して加工したカンジャン[2]。
- ヒョソブネカンジャン （酵素分解醤油、hyosobunhae ganjang） - タンパク質や炭水化物を含有した原料を酵素で加水分解して加工したカンジャン[2]。
- ハンシクカンジャン （韓式醤油、hansik ganjang） - メジュを主原料とし、塩水と混ぜて発酵、熟成したカンジャン[2]。

### 汁醤油

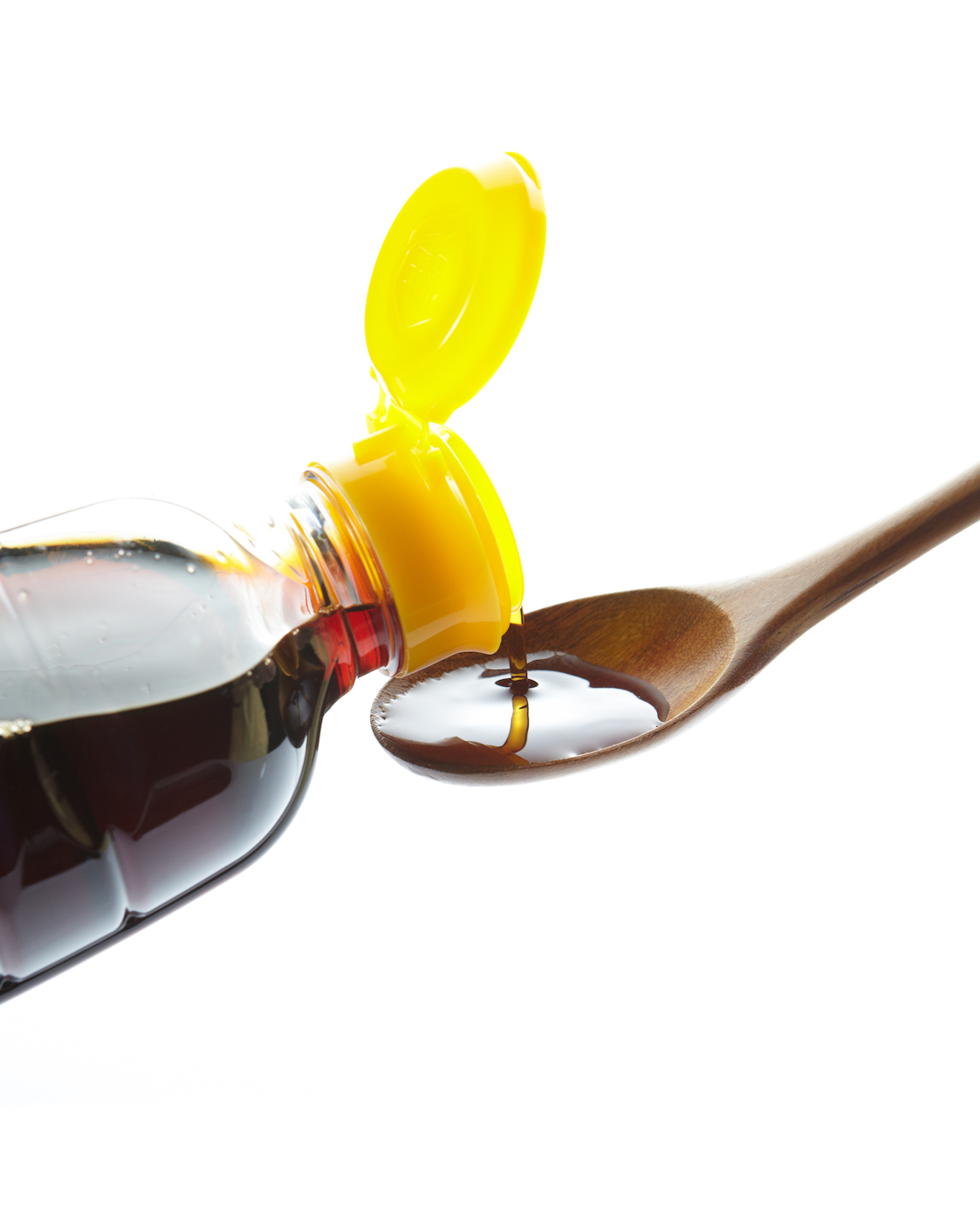
市販の汁醤油

ケッカンジャン、クッカンジャンは、「朝鮮醤油」とも呼ばれる。
スープ用として調製されたうす口タイプの工場生産によるカンジャン。混合醤油として製造されるが、伝統来な朝鮮醤油の製法を改良して製造されるプレミアムタイプとがある。
日本の淡口醤油に似て塩分濃度が高く、色が薄い。
汁物やチゲ、ナムルなど、味わいと香りを出したい料理に用いられる。

### 煮物用醤油
チョリムカンジャン（jorim ganjang）は、煮物に向くように調製された工場生産のカンジャン。

### 陳醤油
ジンカンジャン、チンカンジャンは、和え物や煮物などに広く使用されるカンジャン。混合醤油の一種になる。
甘味が強く、加熱料理に用いられる。
日本の濃口醤油に似る。

#### 眞醤油
上述のように在来式醤油、家醤油にも同名のカンジャンがあるのだが、工場生産の場合とは全くの別物であり、伝統的な製法のものを発音が同じで漢字表記が異なるジンカンジャン（眞醤油）と呼び分けることもされていたが、韓国では1970年代に漢字表記を廃止したため、以降の世代では漢字を理解する者が減り、呼び分けは一部の人に限られたものとなっている。

### その他の分類
- ムルグンカンジャン（薄い醤油、mulgeun ganjang） - 「ムルグン」は「薄い」「弱い」の意で、清醤や汁醤油といったうす口タイプのカンジャンを指す[2]。
- ユギノンカンジャン（有機農醤油、yuginong ganjang) - 有機大豆を使用して作られたカンジャン[2]。
- チョヨムカンジャン（低塩醤油、jeoyeom ganjang) - 塩分含有率が低いカンジャン[2]。
- マッカンジャン（味醤油、mat ganjang） - うま味食材、香辛料、薬味などを加えて、風味とうま味を増した調味カンジャン。家庭でもタレとして作られる[2]。日本のだし醤油、めんつゆ、かば焼きや照り焼きのタレやぽん酢醤油に相当する[2]。
- チョカンジャン（酢醤油、cho ganjang） - 酢を加えた調味醤油。家庭でもタレとして作られる[2]。

## ことわざ
- 「ジャンの味が変わると家門が滅ぶ」 - 朝鮮のことわざ[2]。家ごとに甕で仕込んでいた発酵調味料の出来栄えは非常に重要なものであり、冬に行うカンジャンとテンジャンの仕込み作業は大切な食の年中行事だったことから[2]。
  - 韓国のテレビドラマ（時代劇）『宮廷女官チャングムの誓い』でも宮中のジャンの味が劣化して大騒ぎになるシーンがあり、「ジャンの味が変わると国に異変が起こる」という台詞が出てくる[4]。